# Hans Op de Beeck
 (avril 2018).
- Si vous ne connaissez pas le sujet, laissez ce bandeau (vous pouvez alors contacter les auteurs).
- Si vous supprimez le contenu mis en cause (vous pouvez préalablement contacter les auteurs),

argumentez précisément cette suppression dans la page de discussion
(un manque de référence n'est pas un argument ; une recherche réelle de référence doit avoir été effectuée, être formellement documentée).

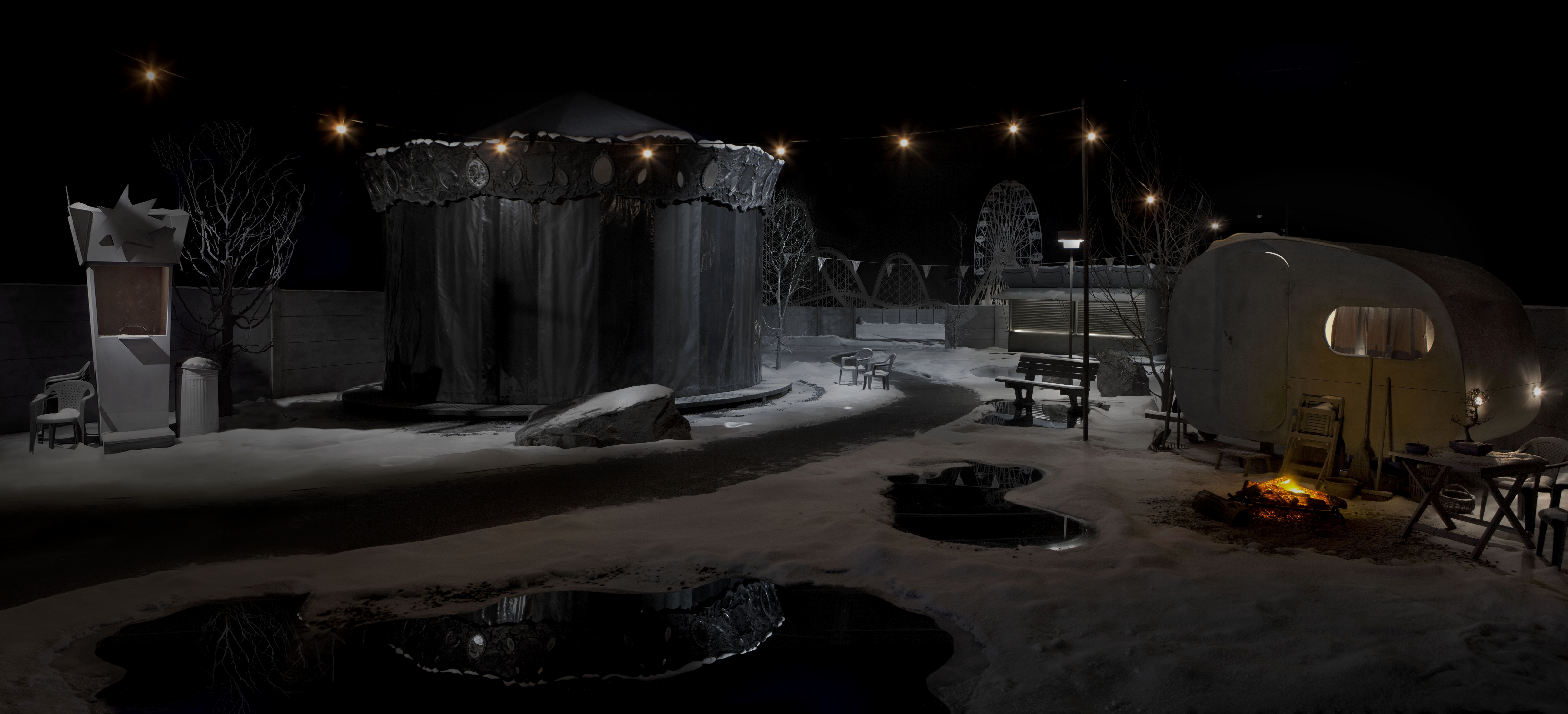
The Amusement Park, 2015

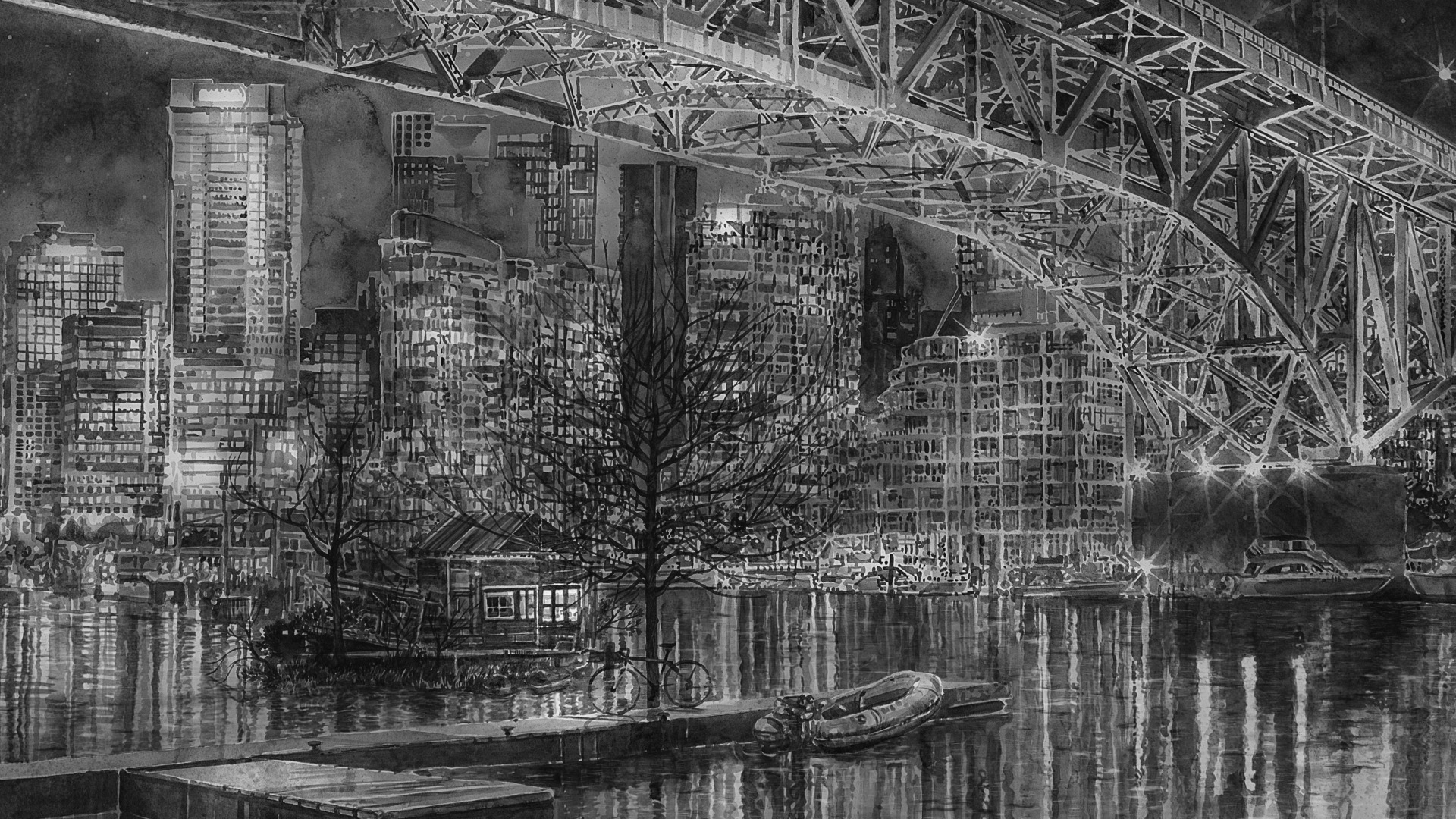
Night Time, 2015

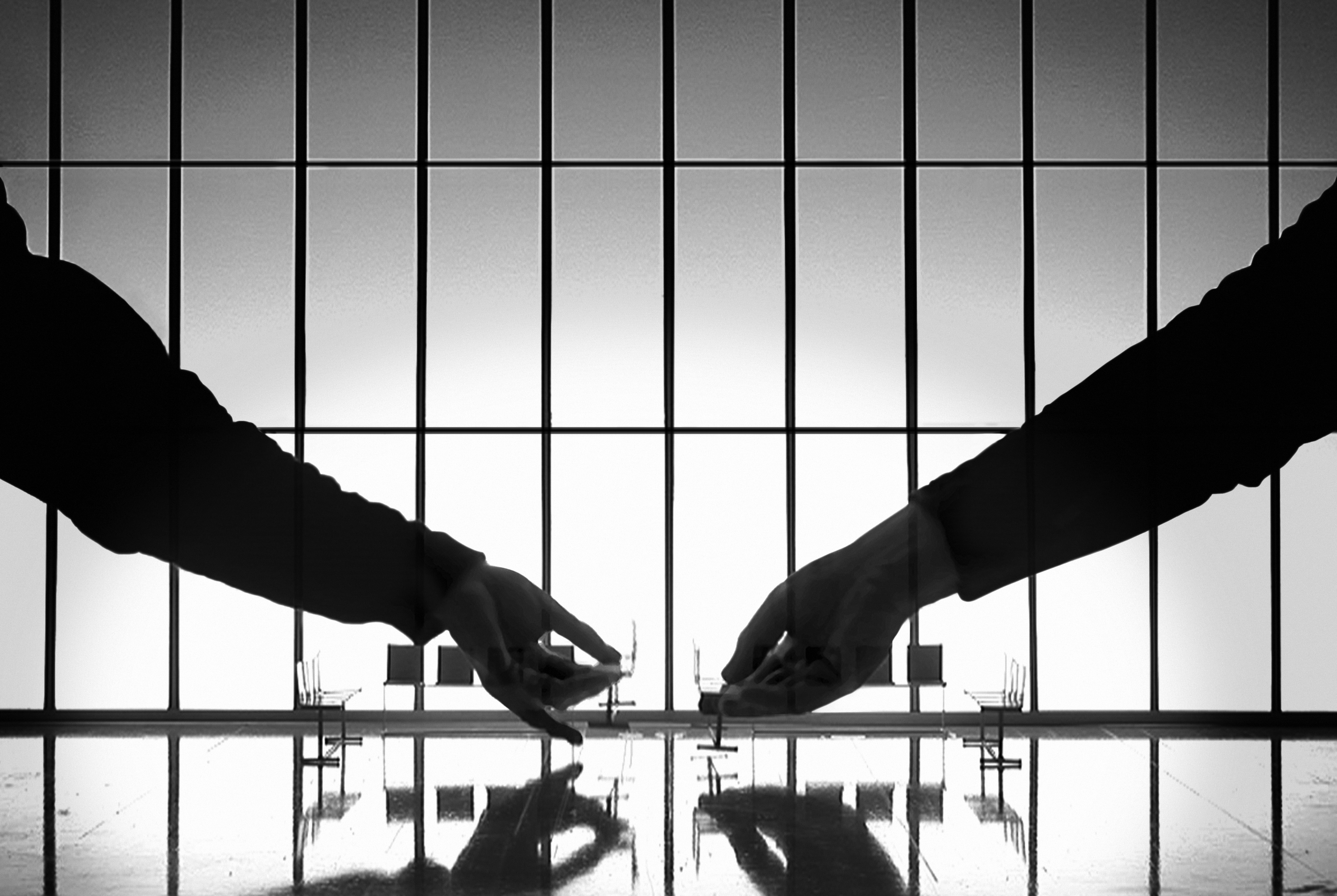
Staging Silence 1, 2009

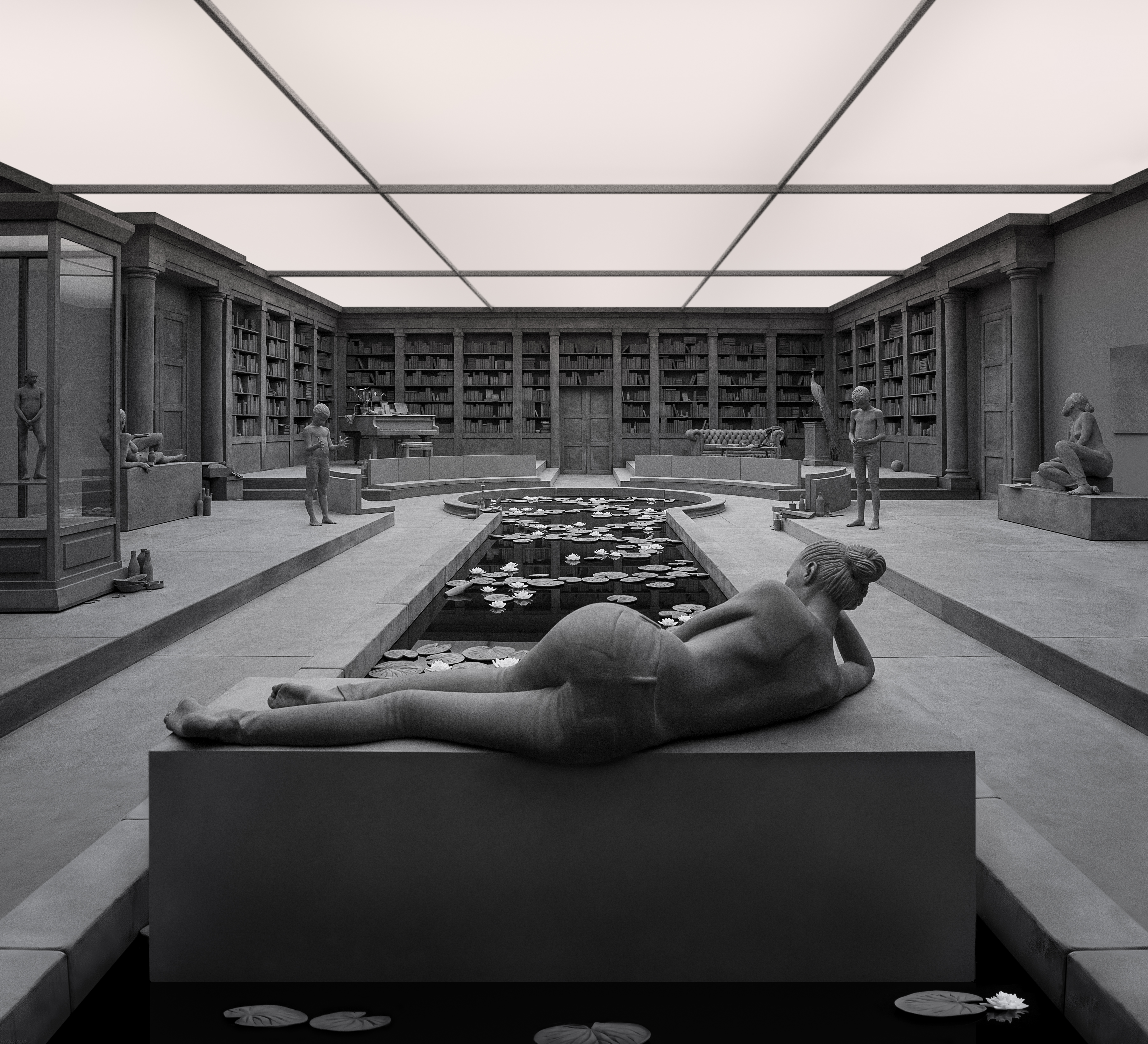
The Collector's House, 2016

Hans Op de Beeck (Turnhout, 1969) est un artiste plasticien belge qui vit et travaille à Anderlecht où il poursuit sa carrière depuis ces vingt dernières années à travers des expositions internationales. 

## Situation
L'œuvre de Hans Op de Beeck se compose de sculptures, d’installations, de vidéos, de photographies, de films d’animation, de dessins, de peintures et d’écrits (nouvelles). Sa quête de la modalité la plus efficace pour véhiculer la teneur concrète de chaque œuvre détermine le média pour lequel l’artiste opte au bout du compte. L’échelle peut varier d’une petite aquarelle à une installation tridimensionnelle monumentale sur 600 m2. Outre une large variété de médias, l’artiste fait délibérément usage d’une grande diversité de formes esthétiques, allant d’un langage visuel économe, minimaliste à des créations surchargées, exubérantes, dans un souci constant d’articuler le contenu de l’œuvre avec le plus de précision possible.
Sur le plan thématique, l’œuvre se concentre sur notre relation complexe, voire problématique, au temps, à l’espace, et aux autres. Op de Beeck présente au spectateur des lieux inexistants mais identifiables, des moments et des personnages qui semblent sortir tout droit de la vie quotidienne contemporaine : des images cherchant à saisir l’absurdité tragicomique de notre existence postmoderne. Parmi les thèmes clés, on peut citer la disparition des distances, la désincarnation de l’individu et l’abstraction temporelle qui résulte de la mondialisation et des changements de notre environnement de vie, causés par l’évolution des médias, l’automatisation et la technologie.
Hans Op de Beeck qualifie parfois ses œuvres de « propositions » ; indéniablement fictionnelles, construites et mises en scène, elles laissent au spectateur le soin de les prendre au sérieux comme s’il s’agissait d’une sorte de réalité parallèle, ou de la mettre d’emblée en perspective comme une construction visuelle et rien de plus. Son œuvre se nourrit d’un vif intérêt pour la réflexion sociale et culturelle. L’artiste interroge aussi la relation compliquée entre réalité et représentation, entre ce que l’on voit et ce que l’on veut croire, entre ce qui est et ce que nous imaginons afin de mieux faire face à notre propre insignifiance et notre absence d’identité. Le produit visuel et plastique de cette recherche donne souvent lieu à des images sommeillantes, insidieuses, mélancoliques et surprenantes.

## Biographie
Hans Op de Beeck suit la formation Arts Libres à l’École Supérieure des Arts Saint-Luc à Bruxelles. Il poursuit ses études à l’Institut Supérieur des Beaux Arts (le HISK, à l’époque à Anvers, maintenant à Gand), et ensuite à l’Académie National d’Amsterdam. 
En 2001, il reçoit le Prix de la Jeune Peinture belge,. Il gagne en notoriété avec son travail artistique sous forme de grandes installations dont certaines se trouvent dans des lieux publics, comme Lilly Pond (2017) à Tongres ou The Quiet View (2015) sur le site de Herkenrode à Hasselt, là ou se trouvait l’ancienne église de l’abbaye. Cette installation essaie de susciter le silence qui régna jadis dans l’église. 
Durant un an en 2002-2003, il est artist in residence au MoMA PS1 à New York City. 
Le temps suspendu est un thème présent dans beaucoup d’installations de Hans Op de Beeck. The Amusement Park (2015) par exemple, montre une scène de nuit dans une banlieue indéterminée où l’on retrouve un parc d’attractions abandonné. Cette thématique du temps immobile ou manipulé est aussi présente dans des films tels que Night Time (2015), dans lequel des aquarelles nocturnes prennent vie. 
Hans Op de Beeck utilise souvent un plâtre mou et gris pour ses installations, qui semble abstraire les formes humaines ou les objets, en pierre foncée, comme une sorte de Pompéi actuelle, immobilisée par la poussière du temps corrodé. 
Bien que beaucoup d’installations de Hans Op de Beeck soient très grandes, on retrouve dans toute son œuvre aussi le détail poétique. En 2009, l’artiste présente une nouvelle vidéo intitulée Staging Silence, dans lequel deux mains anonymes transforment sans cesse, devant les yeux du spectateur, un monde à petite échelle en une nouvelle image. De sorte, le spectateur peut suivre comment l’artiste crée un monde complètement fictif, or reconnaissable, avec les éléments les plus banaux tels que des ouates, du carton, ou du sucre, s’avérant aussi éphémères que la vie même. Les quelques notes d’ironie et de mélancolie avec lesquelles il aborde des thèmes universels tels que la vie et la mort, incitent à la réflexion ou à la relativisation et donnent à l’œuvre de Hans Op de Beeck une authenticité pure qui touche profondément à l’univers de sentiments et de pensées de tout spectateur. Il crée ensuite Staging Silence 2 (2013), diffusé entre autres au MIT List Visual Arts Center (LVAC), puis Staging Silence 3 (2019). 
L’humour, la relativisation et l’ironie sont des éléments importants dans l’œuvre de Hans Op de Beeck. L’installation de 250 m2 The Collector’s House, par exemple, nous montre l’intérieur excessivement luxueux d’un collectionneur d’art, remplis de livres chers, statues élégantes, tableaux, animaux empaillés et un étang intérieur avec des fleurs de lys. Or, aussi luxueux que cet intérieur puisse sembler, il reste un ensemble incolore d’objets noirs, blancs et gris. Seul le spectateur, invité à prendre place dans les grands fauteuils confortables autour de l’étang, y met un accent de couleur. Hans Op de Beeck joue, dans ce travail, avec la suggestion de réalité et la perception, l’apparence, le faux semblant.
En 2023, le roi Philippe et la reine Mathilde le choisissent pour réaliser leurs deux bustes qui rejoignent la collection de bustes des souverains belges du Sénat,.

## Prix
- 2017 lauréat du Prix Pino Pascali[11], Polignano a Mare
- 2009-2010 Prix biennal de Culture KU Louvain d'une valeur de 15 000 euros
- 2006 distinction Prix Eugène Baie 2003-2005, Anvers
- 2001 lauréat du Prix de la Jeune Peinture Belge, Bruxelles
- 1999 Prix Uriôt, Académie Nationale Amsterdam

## Publications monographiques (sélection)
- Hans Op de Beeck - Works, 2017, Lannoo, 448 p.,  (ISBN 978-94-0143-714-1)
- Sea of Tranquillity, 2011, Ludion, 168 p.,  (ISBN 978-94-6130-027-0)
- Hans Op de Beeck: The Wilderness Inside - Location (6), 2008, 92 p.,  (ISBN 978-9-081-34170-7) (avec un texte de  Nicolas de Oliveira & Nicola Oxley)
- Hans Op de Beeck: Extensions, 2007, Hatje Cantz Verlag, 112 p.,  (ISBN 978-3-7757-2096-0) (avec un texte de Hans Op de Beeck)
- Hans Op de Beeck: On Vanishing - Nicolas de Oliveira and Nicola Oxley, 2007 Mercatorfonds & Xavier Hufkens, 368 p.,  (ISBN 978-90-6153-711-3) (ce livre a gagné le Plantin-Moretus Award 2008)
- Drifting, Published by Studio Hans Op de Beeck in a limited edition of 100 copies (+20 AP’s), Hardcover, 28 pages

## Expositions individuelles (sélection)
- GEM Museum voor Actuele Kunst, Den Haag, NL, 2004.
- M HKA Museum Hedendaagse Kunst, Antwerp, BE, 2006.
- Centraal Museum, Utrecht, NL, 2007.
- Kunstmuseum, Thun, CH, 2010.
- Centro de Arte Caja de Burgos, Burgos, ES, 2010.
- Butler Gallery, Kilkenny, IR, 2012.
- Kunstverein, Hannover, DE, 2012.
- Tampa Museum of Art, Tampa, USA, 2013.
- The Harn Museum of Art, Gainesville, FL, USA, 2013.
- FRAC Paca, Marseille, FR, 2013.
- MIT List Visual Arts Center, Cambridge, Boston MA, US, 2014.
- MOCA Cleveland, OH, US, 2014.
- Sammlung Goetz, Munich, DE, 2014.
- Screen Space, Melbourne, AU, 2015.
- Château de Chamarande, 2015[12].
- The Amusement Park, FR, 2016. Commissariat 40mcube.
- Espace 104, Paris, FR, 2016[13].
- Art Unlimited, Basel, CH, 2016.
- Kunstraum, Dornbirn, AU, 2017.
- Morsbroich Museum, Leverkusen, DE, 2017.
- Kunstmuseum Wolfsburg, Wolfsburg, DE, 2017.
- Fondazione Museo Pino Pascali, Polignano a Mare, IT, 2017.

## Expositions collectives (sélection)
- Musée national centre d'art Reina Sofía, Madrid, ES
- Scottsdale Museum of Contemporary Art, AZ, US
- Towada Art Center, Towada, JP
- ZKM, Karlsruhe, DE
- MACRO, Rome, IT
- Whitechapel Art Gallery, London, GB
- MoMA PS1, New York, NY, US
- Musée National d’Art Moderne, Centre Pompidou, Paris, FR
- Wallraf-Richartz Museum, Köln, DE
- Hangar Bicocca, Milano, IT
- Hara Museum of Contemporary Art, Tokyo, JP
- 21C Museum, Louisville, Kentucky, US
- The Drawing Center, New York, NY, US
- Kunsthalle Wien, Vienna, AT
- Musée des Beaux-Arts de Shanghai, Shanghai, CN
- MAMBA, Buenos Aires, AR
- Haus der Kunst, Munich, DE
- Museo d’Arte Moderna di Bologna, Bologna, IT
- Kunstmuseum Bonn, Bonn, DE
- Musée des Beaux-Arts de Caen, Caen, FR
- KMSK, Bruxelles, BE
- Museum Kunstpalast, Düsseldorf, DE